# ティグレ人民解放戦線
ティグレ人民解放戦線（ティグレじんみんかいほうせんせん）は、エチオピアのティグライ人を主体とした政党である。

## 党名
- 英語表記はTigrayan People's Liberation Frontで、TPLFと略す。
- エチオピアではウォヤネ(Woyane)という通称がよく用いられる。

## 党史
エチオピアがまだ帝政であった1970年代初頭、ティグレ族の革命家により結成された反政府勢力ティグレ民族機構(TNO)が前身。TNOは地下活動を行い、アムハラ族中心の帝政に対し、プロパガンダなどを通じた反政府活動を実施した。1973年から1974年にかけて東部のオガデン地方のソマリ族の反政府闘争、および干ばつによる10万人餓死という惨状、オイルショックによる物価高騰が引き金となり、アディスアベバでデモ騒乱が発生すると、TNOはティグレ族の反政府活動の中心的役割を果たすようになった。1974年9月には陸軍の反乱が起こり、皇帝のハイレ・セラシエ1世が廃位されたが、今度はメンギスツ・ハイレ・マリアム率いる軍事独裁政治が始まり、TNOは再び反政府活動を開始した。1975年2月、政治・軍事的に勢力を拡大したTNOは、ティグレ人民解放戦線(TPLF)へと改組し、より広範な反政府活動を行なうようになった。
TPLFはエリトリア人民解放戦線(EPLF、現在の民主正義人民戦線)などと共に、メンギスツ政権に対する反政府活動を続けた。エチオピア人民民主運動(EPDM)と共闘し、ウォロやゴンダルなどの地域を支配下に収めた。1983年には、アルバニア労働党に同調したより急進的なグループがTPLF内にティグレ・マルクス・レーニン主義連盟(MLLT)を結成し、TPLFの主導権を握った。これに伴い、ティグリニャ語での組織名にウォヤネを冠した。これは1943年のティグレ族によるウォヤネの反乱を意識して付けられたものである。
TPLF中央委員会と政治局の決定に従い、TPLFは4つの地域機構に分割された。うち3つはエチオピアのティグレ族地域、1つは在外ティグレ族の組織となり、それらの頂点にTPLF中央が存在するように改組された。在外ティグレ族の組織は更にスーダン、中東、欧州、北米の4支部へと細分化された。
1989年にオロモ人民民主機構（OPDO）、アムハラ民族民主運動（ANDM）、南エチオピア人民民主戦線（SEPDF）の3党とともに、エチオピア人民革命民主戦線（EPRDF）を結成した。1991年にメンギスツ率いるエチオピア労働者党の独裁政権を崩壊させ、政権の座に就いた。また、同年にアルバニアの労働党政権が崩壊したのに伴い、TPLFは党是からマルクス・レーニン主義を削除し、MLLTを廃止した。EPRDF結成時から一貫してTPLFの議長(党首)職にあったメレス・ゼナウィが同年から1995年まで暫定大統領、以降は新憲法のもとで2012年に死去するまで連邦政府の首相を務め、その後任となったハイレマリアム・デサレン時代もTPLFはEPRDF内の主導的立場にあった。
1992年以来、TPLFはエチオピア北部のティグレ州の政権を一貫して担い続けている。2005年8月に実施されたティグレ州議会選挙では、定数152議席の全てをTPLFが獲得した。
2019年12月、首相のアビィ・アハメドによって繁栄党がEPRDFの後身として結成されるも、EPRDFに参加していた4党のうちTPLFのみはこれに参加しなかった。
2020年8月に実施される予定であったエチオピア総選挙は新型コロナウイルス感染症の世界的流行により延期が発表されたが、TPLF率いるティグレ州は9月9日に独断で州議会選挙を強行した。エチオピア政府は州議会選挙の無効を宣言し、エチオピア政府とティグレ州の対立が深まった。

### エチオピア政府軍との交戦
2020年11月、エチオピア政府はTPLFが政府軍の基地を攻撃したとして開戦を宣言。空爆を含めた攻撃を開始した。また、TPLFはアビィ首相と友好的な関係にあるエリトリアがエチオピア政府軍を支援しているとも主張しており、エリトリアの首都アスマラの空港を攻撃した。同年11月22日、エチオピア政府側はティグレ人民解放戦線に降伏するよう最終通告を実施。同年11月26日、通告期限が切れたとして州都メケレに対して攻勢を開始した。政府軍はメケレの制圧を宣言したものの、散発的な戦闘が続いたほか、指導者らは逃亡先から指示を出し徹底抗戦を続けた。2021年1月、エチオピア国家選挙管理委員会によって政党登録を抹消された。
2021年、TPLFは反攻に乗り出し、同年7月にはティグレ州の大半を奪還したと主張した。エチオピア政府は同年7月4日に停戦を宣言したが、TPLF側は一方的な宣言であるとして一蹴。自分たちを正当な政府であると認めるよう要求するとともに、隣国のエリトリア軍の撤退を求めた（当初エリトリア軍の介入は秘匿されていたが、同年3月にエチオピアが認めている）。
同年8月、TPLFは撤退するエチオピア軍を追撃する形でティグレ州から南のアムハラ州へ移動。州都ラリベラを占領した。さらにTPLFは隣接するオロミア州を拠点とするオロモ解放軍と連携しながら、首都アディスアベバへの攻撃も示唆した。エチオピア政府は11月2日、国家非常事態を宣言した。11月5日にはティグレ人民解放戦線をはじめとする9つの反政府勢力が連合したことが発表された。
2022年3月に人道援助受け入れを理由に一時は停戦状態になったが、同年8月から再び戦闘が再開。その後、同年10月末にはAUの仲介に基づき南アフリカ共和国で、TPLFとエチオピア政府が和平交渉を行なわれ、同年11月2日には停戦の調印が行われた。2023年1月11日、停戦協定に基づき武装解除を開始した。

### 停戦後の動向
2024年8月9日にエチオピア国家選挙管理委員会は「6か月以内に党大会を実施し、新しい党首を選出する」という条件付きでTPLFを政党として再登録したことで、デブレツィオン・ゲブレミカエル党首とティグレ州暫定地域行政の長官を務めるゲタチェウ・レダ副党首の間で主導権争いが始まった。ゲタチェウを含む中央委員会メンバー14人がボイコットする中で8月13日に第14回党大会が開催され、デブレツィオンは新たな副党首にアマニュエル・アセファ（Amanuel Assefa）を指名した。一方でゲタチェウ派は8月18日に会合を開き、第14回党大会の無効を宣言した。以来両者の対立は激化し、TPLFは深刻な内部対立に陥っている。
2025年2月11日、国家選挙管理委員会は条件を満たさなかったとしてTPLFに3か月間の政治活動停止処分を科したと発表した。また、停止期間中に是正処置が取られなかった場合は政党登録を抹消するとしている。
2025年3月、デブレツィオン派の民兵はティグレ州の州都メケレを占拠し、ゲタチェウはアディスアベバへ逃れた。その後も各地で小競り合いが発生し死者が出たほか、3月21日にゲタチェウは「クーデター」を企てたとしてティグレ防衛軍の将軍3名を解任した。
5月14日、国家選挙管理委員会は停止期間中に是正処置を取らなかったとしてTPLFの政党登録の抹消を発表した。